# Evansville (Minnesota)
Evansville és una població dels Estats Units a l'estat de Minnesota. Segons el cens del 2000 tenia 566 habitants, 249 habitatges, i 127 famílies. La densitat de població era de 312,2 habitants per km².